# ウェディング・バンケット
『ウェディング・バンケット』（囍宴、英題: The Wedding Banquet）は、1993年制作の台湾・アメリカ合衆国合作映画。アン・リー監督による「父親三部作」の2作目。
第43回ベルリン国際映画祭（1993年）にて最高賞の金熊賞を受賞した。また、台湾のアカデミー賞といわれる金馬奨では、作品・監督・脚本・助演男優（ラン・シャン）・助演女優（グァ・アーレイ）の5冠に輝いた。
アメリカでは当初7館で公開され、最大113館まで上映館数を増やし、第51回（1993年度）ゴールデングローブ賞 外国語映画賞および第66回（1993年度）アカデミー賞外国語映画賞にノミネートされた。
日本では1993年にシネマスクエアとうきゅうにて公開された。

## ストーリー
台湾人青年ウェイトンは、マンハッタンで恋人のアメリカ人・サイモンと暮らしている。しかし、ウェイトンは台湾に暮らす両親に、自分がゲイであることを告げられずにいた。そんなことを知らない両親は、ウェイトンに早く結婚するよう催促を繰り返す。一方、ウェイトンの友人で芸術家のウェイウェイは、お金がなく、アメリカ滞在のためのビザの期限も切れようとしていた。
そこで、ウェイトンとウェイウェイは偽装結婚することで、ウェイトンは両親を安心させ、ウェイウェイはグリーンカード（永久居住権）を得ようとする。結婚式は役所で書類を提出する程度で済ませるつもりの二人だったが、ウェイトンの両親が渡米してきて、どうしても台湾式の賑やかな結婚式をするように迫るのだった。

## キャスト
※括弧内は日本語吹替（VHS版）
- ウェイトン - ウィンストン・チャオ（辻谷耕史）
- サイモン - ミッチェル・リヒテンシュタイン（森功至）
- ウェイウェイ - メイ・チン（島本須美）
- ウェイトンの父 - ラン・シャン（川久保潔）
- ウェイトンの母 - グァ・アーレイ（池田昌子）

## その他
- 日本では今野雄二によって小説化された。（ISBN 4838705085）